# Cocytius anonae
Cocytius anonae är en fjärilsart som beskrevs av Shaw. Cocytius anonae ingår i släktet Cocytius och familjen svärmare. Inga underarter finns listade i Catalogue of Life.